# Ветровка (Харьковская область)
Ветровка (укр. Вітрівка), село,
Чепельский сельский совет,
Балаклейский район,
Харьковская область.
Код КОАТУУ — 6320286402. Население по переписи 2001 г. составляет 43 (22/21 м/ж) человека.

## Географическое положение
В 2-х км находится селе Чепель.
Рядом протекают реки Чепель и Северский Донец.

## Известные люди
- Мерзляк Иван Дмитриевич — 9 марта 1943 года с группой танков занял село Ветровка и удерживал его в течение суток. Погиб в этом бою. За мужество и героизм лейтенанту Мерзляку Ивану Дмитриевичу присвоено звание Героя Советского Союза (посмертно).